# Augusto Sobrinho
Pour les articles homonymes, voir Sobrinho.
 (juillet 2018).
Augusto Sobrinho, né le 31 mars 1985, au Portugal, est un joueur portugais de basket-ball. Il évolue au poste d'ailier.

## Palmarès
- Vainqueur du Championnat du Portugal avec le FC Porto en 2003-2004
- Vainqueur de Coupe du Portugal avec le FC Porto en 2003-2004, 2005-2006, 2007-2008
- Vainqueur de la 2e Division portugaise Proliga avec le SC Lusitania en 2009-2010